# Sebastián Britos
Sebastián Javier Britos Rodríguez, noto semplicemente come Sebastián Britos (Minas, 2 gennaio 1988), è un calciatore uruguaiano, portiere dell'Universitario.

## Carriera
Cresciuto nel settore giovanile del Bella Vista, ha esordito in prima squadra il 21 agosto 2010 disputando l'incontro di Primera División Profesional vinto 1-0 contro il Central Español.

## Palmarès

### Club

#### Competizioni nazionali
- Campionato peruviano: 1

Universitario: 2024